# Pseudocrypthelia
Pseudocrypthelia is een geslacht van neteldieren uit de familie van de Stylasteridae.

## Soorten
- Pseudocrypthelia apoma Cairns, 2015
- Pseudocrypthelia pachypoma (Hickson & England, 1905)